# بابی جیندال
پیوش آمریت "بابی" جیندال (انگلیسی: Piyush Amrit "Bobby" Jindal؛ زاده ۱۰ ژوئن ۱۹۷۱)، سیاستمدار آمریکایی از حزب جمهوری‌خواه و فرماندار سابق ایالت لوئیزیانا است.

## زندگی
وی از دانش‌آموختگان دانشگاه براون است.
در تاریخ ۲۰ اکتبر ۲۰۰۷ میلادی به عنوان اولین فرماندار آمریکایی هندی تبار انتخاب گردید. و در تاریخ ۱۴ ژانویه ۲۰۰۸ میلادی بعنوان پنجاه و پنجمین فرماندار ایالت لوئیزیانا قسم فرمانداری یاد کرد. او در تاریخ ۱۱ ژانویه ۲۰۱۶ به کار هشت ساله خود در این سمت پایان داد.
جیندال در ۲۴ ژوئن ۲۰۱۵، رقابت خود را در انتخابات ریاست جمهوری از طریق توییتر اعلام کرد اما در ۱۷ نوامبر همان سال، رقابت در این انتخابات را متوقف کرد.